# Шавров, Александр Александрович (публицист)
Александр Александрович Шавров (1830—1879) — российский публицист и издатель; секретарь Общества содействия русской промышленности и торговли.

## Биография
Родился в 1830 году в семье священника.
По окончании 1-го Московского кадетского корпуса состоял на военной службе и в начале 1860-х годов вышел в отставку.
Это было время реформ Александра II, вызвавших появление многочисленных железнодорожных концессий и различных акционерных предприятий; в общества стала востребованной публицистика. Обладая серьёзной эрудицией в области финансов, Шавров стал размещать в газете «Голос» статьи и фельетоны, затрагивавшие различные экономические и торгово-промышленные вопросы. 
Став секретарём Общества содействия русской промышленности и торговли и, уделяя этому обществу много времени — почти всегда делал доклады на собраниях общества, занимался редактированием его «Трудов» и не пропускал ни одного заседания совета — он не оставлял публицистической деятельности.
В 1872 году, совместно с братом Николаем Александровичем, он стал издавать экономическую газету «Биржа», прекратившую своё существование в 1877 году из-за отсутствия материальных средств издателей на её продолжение. Однако, затем братья начали издавать ежедневную газету «Наш Век», но выпустили всего лишь 120 номеров и по той же причине были вынуждены прекратить её издание.
Скончался 2 (14) июня 1879 года. Похоронен на Смоленском кладбище (могила утрачена).